# Repisko (Spišská Magura)
Repisko (polsky Rzepisko, 1259 m n. m.) je nejvyšším bodem Spišské Magury. Nachází se v západní části pohoří nad osadou Podspády asi 6 km západně od Ždiaru a 5 km severovýchodně od Tatranské Javoriny na území okresu Kežmarok (Prešovský kraj). Z nezalesněných částí hory se otevírají výhledy na západní část Spišské Magury, Belianské Tatry a širší okolí.

## Přístup
Na vrchol nevedou žádné turistické trasy. Nejsnadněji sem lze vystoupit po neznačené lesní cestě ze sedla Pod Príslopom přes horu Príslop.